# Veli Verkko
Veli Kaarle Verkko (* 8. Juli 1893 in Helsinki; † 6. April 1955 ebenda) war ein finnischer Soziologe und Kriminologe. Er untersuchte die verschiedenen Formen von Mord und anderen Gewaltdelikten im internationalen Vergleich. Die wesentlichen erklärenden Variablen waren für ihn der jeweilige Volkscharakter und die daraus resultierenden Unterschiede im Konsum alkoholischer Getränke.
Verkko war von 1940 bis 1948 Dozent für Kriminologie und Statistik an der Universität Helsinki und von 1948 bis zu seinem Tode ebendort Professor für Soziologie. Von 1948 bis 1952 gab er gemeinsam mit Theodor Geiger, Torgny Torgnysson Segerstedt und Johan Vogt die „Nordiske Studier i Sociologie“ (Nordische Soziologische Studien) heraus. 